# Max Méreaux
Pour les articles homonymes, voir Méreaux.
Max Méreaux, né le 13 octobre 1946 à Saint-Omer (Pas-de-Calais), est un compositeur et musicologue français.

## Biographie
Il fut l'élève des compositeurs Maurice Linglin, Henry Filleul, Jacques Veyrier, André Lodéon dans sa ville natale, de Roger Bergerat à l'Institut de Musique sacrée de Lille, et de Jacques Castérède au Conservatoire national supérieur de musique de Paris.
Connu pour ses nombreuses œuvres de musique de chambre, morceaux pour orchestre et pièces à caractère pédagogique (notamment pour l'initiation aux micro-intervalles), il est également l'auteur d'ouvrages sur la musicothérapie.
Il est le père des altistes Marie-Claire Méreaux-Rannou (membre du Quatuor Joachim et alto solo de l'Orchestre de Picardie) et François Méreaux (premier alto solo de l'Orchestre philharmonique de Monte-Carlo). 
A noter : il fut également enseignant en musique au lycée Alexandre Ribot de Saint-Omer de 1973 à 1979, directeur de l'Ecole Nationale de Musique de Saint-Omer en 1979-1980, professeur d'éducation musicale au collège René Cassin de Wizernes, de 1981 à 2004. Par ailleurs, il fut investi de diverses missions : tuteur de nombreux professeurs stagiaires (de 1984 à 1994), animateur de stages pour les nouveaux conseillers pédagogiques, coordinateur d'actions de formation pour les néo-certifiés de 1989 à 1991, correspondant de la Mission académique de l'Education nationale pour l'Education Musicale de 1991 à 1993, chargé de cours à l'Université Charles-de-Gaulle Lille 3 en 1997-1998.

## Ouvrages
- La Musique pour guérir (préface de Jacques Castérède, éditions Van de Velde, traduction en italien aux éditions Xenia à Milan) écrit en collaboration avec le docteur Léon Bence.
- Guide pratique de Musicothérapie (préface de Tibor Varga, éditions Dangles, traduction en espagnol aux éditions Gedisa à Barcelone) écrit en collaboration avec le docteur Léon Bence.

## Articles
- Symbolique des systèmes musicaux.pdf
- Vibrations sonores et harmonie universelle.pdf
- Thérapie par les sons.htm
- Pédagogie selon Carl Orff.htm

## Style
Dans les pièces de concert, l’écriture de Max Méreaux constitue une synthèse personnelle de techniques rédactionnelles combinant en proportions variables les échelles modales, le sérialisme et une forme de tonalité élargie. Mais c’est avant tout l’exigence de l’oreille qui fournit le critère fondamental de son expression.
Dans les compositions à caractère pédagogique apparaît toujours le souci de favoriser l’apprentissage en proposant un contenu essentiellement mélodique susceptible de procurer un certain plaisir aux jeunes exécutants.

## Principales œuvres
La partition d'une des principales œuvres de Max Méreaux, son Concerto pour violon et douze instruments à cordes et la version enregistrée sur CD par l'Orchestre de chambre de Detmold, avec en soliste le concertiste autrichien Lukas David, sous la direction de Tibor Varga, figurent, parmi beaucoup de ses compositions, au catalogue du Centre de Documentation de la Musique Contemporaine (place de la Fontaine aux Lions, Paris 19e).
- Pentacle pour orchestre symphonique.
- Rituel  pour orchestre d’harmonie et percussions.
- Alturas de Macchu Picchu pour baryton et orchestre symphonique sur un poème espagnol de Pablo Neruda.
- Hommage à Rameau (pour flûte, clarinette, trompette, piano et orchestre à cordes).
- Concerto pour violon et onze instruments à cordes œuvre primée au Concours International de Composition Valentino BUCCHI de Rome en novembre 1981.
- Plein Ciel pour quatuor à cordes et orchestre symphonique.
- Les Chimères pour alto, violoncelle et orchestre symphonique.
- Ikebana pour alto et orchestre symphonique.
- Melencolia pour alto et orchestre à cordes.
- Cosmogonie pour flûte, hautbois, clarinette en la, basson, cor en fa, clavecin et quatuor à cordes.
- Noctuor  pour 2 hautbois, 2 clarinettes, 2 cors en fa et 2 bassons.
- Sonate à six  pour sextuor de cuivres (2 trompettes en si bémol, cor en fa, 2 trombones et tuba).
- Solstice pour quintette à vent pour flûte, cor anglais, clarinette en si bémol, cor en fa et basson.
- Divertimento pour 4 cors en fa.
- Coïncidences quatuor à cordes.
- Sinfonia pour 4 violoncelles.
- Convergences trio à cordes.
- Elévation pour alto, violoncelle et piano
- Prélude et Fugue pour quatuor de saxophones.
- Sonate à trois pour clarinette en si bémol, violoncelle et piano.
- Polysonance pour hautbois, harpe et violoncelle.
- Clair-obscur pour flûte, alto et harpe.
- Moment pour orgue.
- Sonatine pour piano.
- Sonades pour piano ou clavecin.
- Aria, Toccata et Fugue pour piano.
- Élégie pour flûte à bec alto.
- Isthme pour flûte à bec ténor et guitare.
- Orchidée pour flûte traversière et piano.
- Estampe pour flûte traversière et piano.
- Madrigal pour flûte traversière seule.
- Labyrinthe pour hautbois et piano.
- Melodia pour hautbois seul.
- Entrelacs pour cor anglais et piano.
- Lamento pour clarinette et piano.
- Canzone pour clarinette seule.
- Cantiga pour basson seul.
- Hymne pour cor seul.
- Mouvances pour cor seul.
- Contemplation pour trompette seule.
- Fata Morgana pour trompette et piano.
- Psaume pour trombone seul.
- Sibylle pour trombone et piano.
- Méandres pour trombone basse seul.
- Arcane pour saxhorn basse en si bémol et piano.
- Sonnet de Louise Labé pour voix de mezzo-Soprano et piano.
- Te rogamus pour voix de Soprano et piano ou orgue.
- Soledad pour violon seul.
- Offrande pour violon et piano.
- Préludes à trois légendes pour alto seul.
- Idylle pour alto seul.
- Bella Donna pour alto seul.
- Invocation pour alto et piano.
- Calligramme pour viole de gambe.
- Litanie de la lumière pour viole de gambe et viole d'amour.
- Mandala pour violoncelle seul.
- Cantua pour violoncelle seul.
- Eau-forte pour violoncelle et piano.
- Le Gardien du Seuil pour contrebasse et piano.
- Sonatine pour guitare et piano